# 2022년 동태평양 허리케인
이 문서에서는 2022년 동태평양 허리케인에 대해 기록하였다.

## 설명
- 활동 기간은 미국 날짜로 표시한다.

## 활동한 허리케인

### 제1호 허리케인 아가사
아가사는 5월 31일 소멸해 대서양에서 다시 발달하였다. 

## 같이 보기
- 2022년 태풍
- 2022년 북대서양 허리케인
- 2022년 북인도양 사이클론